# Fregata klase Admiral Grigorovič
Admiral Grigorovič, koji se također naziva Krivak V, ruska oznaka Projekt 11356R, klasa je fregata koje je izgradilo brodogradilište Jantar u Kalinjingradu za Rusku ratnu mornaricu i Indijsku ratnu mornaricu, s cijenom od 450 – 500 milijuna dolara. Na temelju klase Talvar, šest je brodova naručeno za rusku crnomorsku flotu prema ugovorima iz 2010. i 2011. kao nadopuna fregatama klase Admiral Gorškov.

## Povijest
Do 2010. – 2011. odlučeno je da će ruska mornarica nabaviti šest brodova temeljenih na provjerenom dizajnu klase Talvar, uglavnom zbog kašnjenja s proizvodnjom fregata Admiral Gorškov i zbog hitne potrebe za novim fregatama potrebnim za modernizaciju crnomorske flote. Brodogradilište Jantar dobilo je ugovor za izgradnju fregata, a tri su broda trebala biti dovršena za četiri godine. Prethodno je šest brodova istog dizajna, poznatih kao klasa Talvar, izgrađeno za indijsku mornaricu između 1999. i 2011. u Baltičkom brodogradilištu Sankt Peterburg i brodogradilištu Jantar u Kalinjingradu.
Vodeći brod, Admiral Grigorovič, položen je 18. prosinca 2010. i pušten u službu 11. ožujka 2016.
Od listopada 2016. tvrdilo se da se tri nepotpune fregate, Admiral Butakov, Admiral Istomin i Admiral Kornilov, čija je gradnja obustavljena 2015. zbog odbijanja Ukrajine da isporuči plinske turbine, planiraju prodati Indiji. Ruska mornarica usprotivila se ovom izvozu. Ipak, 20. listopada 2018. donesena je odluka da se nedovršene fregate Admiral Butakov i Admiral Istomin prodaju indijskoj mornarici prema ugovoru vrijednom 950 milijuna američkih dolara. Brodogradilište Jantar u Kalinjingradu obavit će sve potrebne radove za završetak fregata, prije nego što će biti predane Indiji u prvoj polovici 2024. Do 2021. još je trebalo potvrditi hoće li Admiral Kornilov biti dovršen za rusku mornaricu ili će se potencijalno prodati stranom kupcu. Godine 2021. objavljeno je da će ona zapravo biti prodana stranom kupcu.
Dana 17. kolovoza 2022., zamjenik čelnika United Shipbuilding Corporation (ruski: Объединённая Судостроительная Корпорация) Vladimir Korolev izjavio je da je brodogradilište Jantar spremno izgraditi više fregata. Također je naveo da sudbina šeste, nepotpune fregate Admiral Kornilov još nije odlučena.

## Oprema

### Naoružanje
- 1 × 100 mm mornarički top A-190E-01 8 (2 × 4) UKSK VLS ćelija za krstareće rakete Kalibr, Oniks ili Cirkon
- 8 BrahMos projektila za varijante za Indiju
- 24 (2 × 12) 3S90M Shtil-1 VLS ćelije za projektile zemlja-zrak 9M317M/ME
- 2 × AK-630 CIWS
- 8 × Igla-S ili Verba MANPADS 2 × DTA-53-11356 dvocijevni lanser torpeda 1 × raketni bacač RBU-6000

### Elektronika
- Radar za pretraživanje zraka: Fregat M2M
- Radar za pretraživanje kopna: 3Ts-25 Garpun-B, Nucleus-2 6000A
- Radar za kontrolu vatre: JSC 5P-10 Puma FCS, 3R14N-11356 FCS, MR-90 Orekh SAM FCS
- Sonar: sonarni sustav MGK-335EM-03 s emiterom za povlačenja Vinyetka-EM

## Operativna povijest
Dana 3. studenog 2016. u sklopu ruske vojne intervencije u Sirijskom građanskom ratu Admiral Grigorovič prvi je put raspoređen u Sredozemno more. Dana 15. studenog 2016. lansirane su krstareće rakete Kalibr na ciljeve samozvane Islamske države i Al-Nusre u sirijskim pokrajinama Idlib i Homs, uništivši skladišta streljiva, centre za prikupljanje i obuku te pogone za proizvodnju oružja. Admiral Grigorovič prebačen je u Sredozemno more u travnju 2017., nakon američkih raketnih napada na Siriju.
Dana 12. travnja 2022., fregata klase Grigorovič navodno je oborila bespilotnu letjelicu Bayraktar TB2 tijekom ruske invazije na Ukrajinu 2022. godine. Dana 22. travnja fregata klase Grigorovič navodno je ispalila krstareće rakete Kalibr na ukrajinske ciljeve.

## Izvoz
Kao dio ugovora potpisanog 20. listopada 2018. za isporuku fregata Admiral Butakov i Admiral Istomin indijskoj mornarici, Rosoboronexport i brodogradilište Goa potpisali su dodatni ugovor za još dvije fregate koje će se licencno graditi u brodogradilištu Goa u Indiji. Prema ugovoru, Rusija će Indiji osigurati tehnološko znanje i iskustvo za vlastitu izgradnju fregata. Konačni trošak za dva broda tek treba biti utvrđen, ali procijenjen je na 500 milijuna dolara. Indijska mornarica trebala bi brodove dobiti 2026., odnosno 2027. godine.